# Люс Иригаре
Люс Иригаре (на френски: Luce Irigaray) е френска феминистка, психоаналитичка и теоретичка на културата. Известна на първо място с книгите си „Рефлекторът на другата жена“ (Speculum of the Other Woman, 1974) и „Този пол, който не е един“ (This Sex Which Is Not One, 1977).

## Биография
Родена е на 3 май 1930 година в Блатон, Белгия. През 1955 г. получава магистърска степен в Лувенския университет. В периода 1955 – 1959 преподава в училище в Брюксел. През 1960 г. се премества да живее във Франция. Посещава семинарите на Жак Лакан, където е обучавана и получава право да практикува психоанализа (1960). През 1961 получава магистърска степен по психология от Парижкия университет и диплома по психопатология (1962). Следва защитата на докторантура по лингвистика (1968). От 1970 до 1974 г. преподава в Университет Париж-VIII – Венсан, член на École Freudienne de Paris (EFP), училище ръководено от Лакан. През 1969 г. е психоаналитик на феминистката лидерка Антоанет Фуке.

## Идеи
Иригаре е вдъхновена от психоаналитичните теории на Жак Лакан и деконструктивизма на Жак Дерида. Тя има три главни намерения в своята работа:
1. представяне на мъжката идеология, лежаща в основата на цяла нашата система на значения и по този начин де факто на целия наш език;
2. създаване на женска система на описание и включване, която да предостави положителна полова идентичност за жените;
3. установяване отношение на междусубектна връзка на това да „бъдат двама“ – мъжа и жената.

Една от нейните ключови концепции е тази за „логиката на същото“ или фалогоцентризма, концепция, изразяваща как обществените две родови категории – тези за мъжа и жената, всъщност са просто една, и това е тази за мъжа, който е превърнат в универсален референт.

## Критици
Иригаре е жестоко критикувана от Алан Сокал и Жан Брикмон в „Интелектуални измами“ за това, че твърди, че E=mc² е сексистко уравнение (понеже привилегирова скоростта на светлината) и за твърдението, че флуидната механика е пренебрегната и въобще „пропусната“ от „мъжката“ наука, защото последната предпочита да се занимава с твърди мъжки предмети, много повече от женските флуиди. Действително физиката на флуидите или още както е известна механика на флуидите съществува като научна област от Средновековието, през изследванията на Нютон, през известния математик Бернули (Hydrodynamica seu de viribus et motibus fluidorum commentarii) и т.н., макар че въпросната механика е например слабо представена в училищния курс по физика, за разлика от механиката на твърдите тела.